# Pessagniella
Pessagniella es un género de foraminífero planctónico de estatus incierto, aunque considerado un sinónimo posterior de Marginotruncana de la subfamilia Globotruncaninae, de la familia Globotruncanidae, de la superfamilia Globotruncanoidea, del suborden Globigerinina y del orden Globigerinida. Su especie tipo es Globigerina (Globotruncana) marginata subsp. turona. Su rango cronoestratigráfico abarca el Cretácico superior.

## Descripción
Su descripción podría coincidir con la del género Marginotruncana, ya que Pessagniella ha sido considerado un sinónimo subjetivo posterior.

## Discusión
Clasificaciones posteriores incluirían Pessagniella en la Superfamilia Globigerinoidea.

## Clasificación
Pessagniella incluía a las siguientes especies:
- Pessagniella bouldinensis †
- Pessagniella coarctata †
- Pessagniella ovifera †
- Pessagniella primitiva †
- Pessagniella turona †